# Renato Tapia
Renato Fabrizio Tapia Cortijo (ur. 28 lipca 1995 w Limie) – peruwiański piłkarz, występujący na pozycji defensywnego pomocnika lub środkowego obrońcy w hiszpańskim klubie CD Leganés oraz w reprezentacji Peru. Uczestnik Mistrzostw Świata 2018 oraz Copa América 2016, 2019 oraz 2021.
Wychowanek FC Twente. W swojej karierze występował również m.in. w takich klubach jak: Celta Vigo, Feyenoord czy Willem II Tilburg. Posiada również obywatelstwo holenderskie. 